# C/1854 R1
Komet Klinkerfues ali C/1854 R1 je neperiodični komet, ki ga je 11. septembra 1854 odkril nemški astronom Ernst Friedrich Wilhelm Klinkerfues (1827 – 1884)..

## Lastnosti
Soncu se je najbolj približal 22. junija 1853 , 
ko je bil na razdalji okoli 0,8 a.e. od Sonca. Ocenjena absolutna magnituda je bila okoli 8 . Zemlji se je najbolj približal 16. septembra na razdaljo 0,8374 a.e. Odkrit je bil s prostim očesom . Obhodna doba kometa je verjetno okoli 1100 let